# Coleophora cyrta
Coleophora cyrta é uma espécie de mariposa do gênero Coleophora pertencente à família Coleophoridae.